# Toni Ebner
Toni Ebner (Aldein, 1918 - Bozen, 1981) és un polític, editor i periodista sudtirolès. Es graduà en dret a la Universitat de Bolonya el 1943, i es casà amb la neboda del canonge Michael Gamper, propietari de l'editorial Athesia i del diari Dolomiten, i col·laborà des d'aleshores en la resistència antifeixista. El 1945 fou un dels principals fundadors del Südtiroler Volkspartei, del que en fou secretari fins al 1957, quan fou substituït per Silvius Magnago. També fou elegit diputat a les eleccions legislatives italianes de 1948, i durant aquesta legislatura fou nomenat secretari de la presidència. Fou reescollit a les eleccions legislatives de 1953 i 1958. De 1961 a 1964 fou cap del grup municipal del SVP a Bozen.
D'altra banda, a la mort de Gamper el 1956 fou nomenat director de l'editorial Athesia i el 1964 abandonà la política per a dedicar-se a la direcció de Dolomiten. El 1981 fou nomenat membre del Consell d'Estat Italià, però va morir poc després d'ocupar el càrrec. És pare del polític Michl Ebner.